# 新田純一
新田 純一（にった じゅんいち、1963年5月8日 - ）は、日本の俳優、歌手。東京都立川市出身。血液型はB型。所属事務所はジェイアンドティー。本名・筒井純一。父はトランペット奏者のビン筒井。

## 経歴
友人が応募したのがきっかけで出場したフジテレビのオーディション番組『君こそスターだ!』で審査員特別賞を受賞（この時のグランドチャンピオン大会優勝は津留崎健）。この時期にジャニーズ事務所からスカウトを受けたが、父の「まずは勉強するべき」との判断で日本テレビ音楽学院に通う。
新栄プロダクションに所属し芸能界入り。なお、芸名の「新田」は新栄プロダクションの「新」と同プロ副社長（当時）の山田太郎の「田」とを合わせて付けられた。
1981年、NHK『レッツゴーヤング』で「サンデーズ」のメンバーとしてデビュー。翌1982年、キングレコードから「Hop・Step・愛(LOVE)」で歌手デビューした。「花の82年組」の一人で当初はアイドル歌手として活動し、「たのきんトリオのライバル」として人気を得た。近藤真彦に似ていているとよく言われたため、事務所が近藤との差別化を図り、やんちゃな感じとは違う可愛らしいイメージ作りをしていたという。
その後21歳で俳優に転身し、様々なドラマや舞台（主に時代劇）に出演。
空手3段で、2002年6月には格闘技イベント「IKUSA」旗揚げに初代プロデューサーとして参加。第1回大会には自身も選手としてリングに上がり、ムエタイ9冠王のチャモアペット・チョーチャモアンとエキシビションマッチを行った。2011年2月5日には谷山ジム主催「ビッグバン〜統一への道〜 其の四」で山本優弥とのエキシビションマッチを行った。
2006年に25年ぶりの新曲となるマキシシングル「GRACE」をリリース。
2016年頃から健康的に断食を行うファスティングを本格的に始め、2020年に芸能人で初めてエキスパートファスティングマイスターの資格を取得。ファスティングのスクール「ファスティングマイスター学院」の顧問に就任し、ファスティングの指導者としても活動している。
2021年にYouTubeチャンネル「新田純一チャンネル」を開設。

## 人物
特技は、狂言、ピアノ、ドラム、空手（3段）。
『君こそスターだ!』の予選では好きだった松崎しげるの『私の歌』や『愛のメモリー』、グランドチャンピオン大会ではばんばひろふみの『SACHIKO』を歌唱した。
歌手のひろえ純と結婚し2人の娘を持ったが2001年に離婚した。娘に山口ひかりがいる。その後、八代亜紀と共演した現場で知り合った八代の専属ヘアメイクの女性と事実婚（お互いに離婚を経験し子供もいたことから事実婚を選択）のパートナーとなり、約20年の事実婚状態を経て2023年5月8日、自身の還暦を祝うゴルフコンペの表彰式で公開プロポーズし再婚。八代が婚姻届の保証人の一人となった。
八代とは公私ともに親しい関係で、弟分として可愛がられていた。2023年12月30日に八代が死去した際も最期を看取っている。

## 出演

### テレビドラマ
- だから青春 泣き虫甲子園（1983年、NHK総合）
- 年末時代劇スペシャル（日本テレビ）
  - 忠臣蔵 （1985年） - 矢頭右衛門七
  - 白虎隊 （1986年） - 篠田儀三郎
  - 田原坂 （1987年） - 市来宗介（琴の子）
  - 五稜郭 （1988年） - 東郷平八郎
- 必殺仕事人V・激闘編（朝日放送・松竹）
  - 第18話「主水、お嬢様に振り回される」（1986年） - 仙之助
  - 第28話「何でも屋の加代、求婚される」（1986年） - 真吉
- 俺たちがむしゃら甲子園（1986年、テレビ朝日） - 浅岡達人（マネージャー役）
- おんな風林火山　第9話「命を賭けた密会」・第10話「哀愁の菊姫」（1986年、TBSテレビ） - 顕忍
- 長七郎江戸日記（日本テレビ / ユニオン映画）
  - 第1シリーズ 第93話「居残り宅兵衛」（1986年） - 朝吉
  - 第2シリーズ SP-1「千姫有情、母ありき」（1988年1月） - 豊臣秀頼
  - 第2シリーズ後半より - 利助 役（SP-4「ふたり長七郎、京の舞」より最終話まで出演）
- 独眼竜政宗（1987年、NHK総合） - 結城秀康
- 花王名人劇場 「裸の大将放浪記」第27話「清の沖縄ほうろう記」（1988年6月12日、関西テレビ） - 良一
- 1・2・3と4・5・ロク（1988年4〜1989年4月） - 長島先生
- 新1・2・3と4・5・ロク（1989年4〜1990年3月） - 長島先生
- 土曜ワイド劇場
  - 京都殺人案内(12)撮影所の女をさぐれ!（1986年4月） - 草森伸一
  - 三陸海岸婚約旅行殺人事件（1987年7月）
  - 探偵・神津恭介の殺人推理（1988年8月） - 伊藤隆
  - 美人真珠王殺し（1993年3月） - 戸塚修一
  - ヤメ検の女（2009年11月）
  - 警視庁・捜査一課長〜ヒラから成り上がった最強の刑事!（2015年10月） - 武田弘道 役
  - 検事・朝日奈耀子17（2016年4月） - 長澤秀夫
- 月曜・女のサスペンス「伊豆大島殺人ツアー」（1988年、テレビ東京/東海映画社） - 自殺願望の青年 役
- 樅ノ木は残った（1990年、NTV） - 伊東采女
- あばれ八州御用旅 （テレビ東京 / ユニオン映画） - 八州廻り・田村新兵衛 
  - 第1シリーズ（1990年4月 - 6月）、第2シリーズ（1991年4月 - 9月）に出演
- 銭形平次 第3シリーズ 第8話「覗かれた手紙」（1993年） - 朝太郎
- 闇を斬る!大江戸犯科帳 第19話「蛍大名」（1993年、日本テレビ・ユニオン映画） - 太吉
- 名奉行 遠山の金さん 第4シリーズ 第26話「ニセ鼠小僧が覗いた完全犯罪」（1992年、ANB / 東映） - 寅吉
- 水戸黄門（TBS / C.A.L）
  - 第22部 第4話「心の剣で悪を斬る・藤枝」（1993年6月7日） - 宇津木新二郎
  - 第25部 第32話「嫁と認めぬ頑固者・八戸」（1997年8月14日）- 岩倉栄二郎
  - 第38部 第24話「禁断の園!大奥の謎・江戸」（2008年6月30日） - 中村仙三郎
  - 第41部 第12話「悪い奴らの夢の跡!・薩摩」（2010年6月28日） - 宮坂栄一郎
- 暴れん坊将軍シリーズ（ANB / 東映）
  - 暴れん坊将軍VI 小石川養生所（1994年 - 1996年） - 医師 野々村恭介
  - 暴れん坊将軍VII 第14話「尾張宗春の謀叛」（1996年） - 石津又三郎
- ウルトラマンダイナ　第40話「ジャギラの樹」（1998年） - 青木(ジャギラ星人)
- 大岡越前 第15部 第26話「帰って来た友情」（1999年3月15日、TBSテレビ / C.A.L） - 升吉
- 七曲署捜査一係'99（1999年11月26日、日本テレビ） - 園田正樹
- エ・アロール それがどうしたの（2003年） - 高田直樹 役
- 土曜時代劇 オトコマエ!2 第2話ゲスト（2009年9月12日、NHK総合） ‐ 阿部右近将監
- ハンチョウ〜警視庁安積班〜 シリーズ6 第3話（2013年1月28日、TBSテレビ） - 吉川修一
- 濃姫II〜戦国の女たち（2013年6月23日、テレビ朝日）
- 相棒 season12 第18話「待ちぼうけ」（2014年3月12日、テレビ朝日） - 伊沢康明
- 警視庁・捜査一課長 第5話（2016年5月12日、テレビ朝日） - 武田弘道
- 月曜名作劇場 税務調査官・窓際太郎の事件簿32（2017年） - 西野輝明

### 映画
- 乙女はいつか星になる（1985年）
- 一生、遊んで暮らしたい（1998年）
- 最強獣誕生 ネズラ -NEZULLA-（2002年） - 保健所の医師
- アウトレイジ（2010年） - 大友組運転手

### Vシネマ
- どチンピラ20 魅惑のコギャル天国（1997年）
- サギ師一平3（2000年）
- 侠宴 〜実録・阿形充規の半生〜（2009年）全2作 - 義龍会副会長 三宮連司(龍豊会幹部→義龍会副会長)

### 舞台
- シェルブールの雨傘（1984年、銀座博品館劇場） - 主演
- 虹の橋
- 終着駅（1990年）
里見浩太朗、松平健、コロッケ、八代亜紀、橋幸夫、川中美幸、天童よしみ、小林幸子、瀬川瑛子、中村美律子、松井誠ら各座長公演舞台にゲスト出演する。
- 劇団若獅子公演 国定忠治 - 板割りの浅太郎 役

### バラエティ番組
- レッツゴーヤング （1981年4月12日 - 1982年10月3日、NHK総合） - サンデーズのメンバーとしてレギュラー出演
- ものまねバトル大賞（日本テレビ）
- 筋肉番付（TBSテレビ）
- ドラゴンズHOTスタジオ　メインキャスター（東海テレビ）
- いい旅・夢気分（テレビ東京）
- 土曜スペシャル（テレビ東京）
- 解決!クスリになるテレビ（テレビ東京）
- ジャンプ!○○中（フジテレビ）
- レディス4（テレビ東京）
- バラエティー生活笑百科（NHK大阪放送局）

### ラジオ
- ムーンラウンジ八代（2021年4月5日 - 2024年3月25日、ラジオ日本） - 八代亜紀と共演→ソロパーソナリティー
- 八代亜紀さん“想い出通り”（2024年4月1日 -9月30日 、ラジオ日本）

### CM
- 不二家LOOKチョコレート
- エースコンタクト
- パナソニック ラムダッシュ

## ディスコグラフィ
- 全てキングレコードからリリースされた。

### シングル
| # | 発売日         | A/B面 | タイトル                       | 作詞       | 作曲       | 編曲       | 規格品番 |
| - | -------------- | ----- | ------------------------------ | ---------- | ---------- | ---------- | -------- |
| 1 | 1982年 3月21日 | A面   | Hop・Step・愛                  | 三浦徳子   | 武谷光     | 松井忠重   | K07S-281 |
| 1 | 1982年 3月21日 | B面   | ローリング・サマー             | 三浦徳子   | 武谷光     | 松井忠重   | K07S-281 |
| 2 | 1982年 7月21日 | A面   | サマーセクシー                 | 三浦徳子   | 馬飼野康二 | 萩田光雄   | K07S-310 |
| 2 | 1982年 7月21日 | B面   | すっかりチャーミング・レディー | 三浦徳子   | 網倉一也   | 松井忠重   | K07S-310 |
| 3 | 1982年 9月21日 | A面   | ハニーハニーSunshine Girl      | 三浦徳子   | 大沢誉志幸 | 岡田徹     | K07S-335 |
| 3 | 1982年 9月21日 | B面   | Heartにタッチ・ダウン          | 大沢誉志幸 | 大沢誉志幸 | 白井良明   | K07S-335 |
| 4 | 1983年 1月21日 | A面   | 彼女のStory                    | 三浦徳子   | 芹澤廣明   | 若草恵     | K07S-371 |
| 4 | 1983年 1月21日 | B面   | 君にドライブ                   | 三浦徳子   | 大沢誉志幸 | 岡田徹     | K07S-371 |
| 5 | 1983年 6月21日 | A面   | パンドラの箱                   | 尾関昌也   | 尾関裕司   | 馬飼野康二 | K07S-395 |
| 5 | 1983年 6月21日 | B面   | メチャメチャむなしい           | 三浦徳子   | 芹澤廣明   | 矢野立美   | K07S-395 |

### アルバム

#### ライブ・アルバム
- スパークリング・ライブ（1983年6月5日／K28A-399）

#### ベスト・アルバム
- 新田純一 パーフェクト・ベスト（2010年7月7日／KICS-1590）